# Anoplosaurus curtonotus
L’anoplosauro (Anoplosaurus curtonotus Seeley, 1879) è un dinosauro erbivoro appartenente agli anchilosauri. Visse alla fine del Cretaceo inferiore (Albiano, circa 100 milioni di anni fa) e i suoi resti fossili sono stati ritrovati in Europa (Inghilterra).

## Descrizione
Questo dinosauro è conosciuto per uno scheletro postcranico incompleto, che consta di frammenti di mandibola, vertebre, parte del cinto pettorale, frammenti di omero, parte di una zampa posteriore, costole e altri frammenti sparsi. Si presume fosse un esemplare giovane, a causa della piccola taglia e dell'assenza di armatura. È probabile che l'aspetto di questo dinosauro non fosse molto dissimile da quello di anchilosauri dotati di un'armatura non estensiva, come Nodosaurus: Anoplosaurus era probabilmente un erbivoro quadrupede dalla costituzione robusta e dai movimenti lenti, con un'armatura di osteodermi a protezione del dorso e della coda.

## Storia e classificazione
Il primo a descrivere i fossili di questo dinosauro, provenienti dal Cambridgeshire, fu Harry Govier Seeley nel 1879, che lo descrisse come un esemplare giovane di una qualche specie di dinosauro erbivoro. Successivi studi lo accostarono ai dinosauri corazzati, ma nel 1923 Franz Nopcsa ritenne che alcuni dei resti attribuiti ad Anoplosaurus appartenessero in realtà a un animale simile all'ornitopode Camptosaurus, mentre altri fossero ascrivibili a un dinosauro corazzato già noto da tempo, Acanthopholis. Il suggerimento fu seguito per vari decenni, fino a quando un nuovo studio di Suberbiola e Barrett (1999) non concluse che tutti i resti descritti come Anoplosaurus curtonotus provenivano dal medesimo animale, un giovane esemplare di anchilosauro forse appartenente ai nodosauridi. La mancanza di armatura (da qui il nome Anoplosaurus, “lucertola non armata”) venne spiegata con la giovane età e la frammentarietà dell'esemplare. Attualmente Anoplosaurus è considerato un nodosauride insolitamente primitivo.
Al genere Anoplosaurus è stata ascritta un'altra specie, A. major, sulla base di alcune vertebre provenienti dalla stessa formazione; questa specie sembra essere una chimera, poiché alcune vertebre proverrebbero da un iguanodonte, e una vertebra cervicale è invece attribuita a un anchilosauro indeterminato.